# Dagneux
Dagneux ist eine französische Gemeinde mit 4.741 Einwohnern (Stand 1. Januar 2022) im Département Ain in der Region Auvergne-Rhône-Alpes.

## Geografie
Die Gemeinde Dagneux liegt am Flüsschen Cotey, wenige Kilometer nördlich des Rhôneufers, im Einzugsbereich der 20 Kilometer entfernten Stadt Lyon. Mit der Nachbargemeinde Montluel bildet Dagneux ein zusammenhängendes Siedlungsbild. Durch das Gemeindegebiet von Dagneux führt die Autoroute A42.

## Geschichte
Im Jahr 885 wurde der Ort erstmals erwähnt, als Kaiser Karl III. (der Dicke) dem Bischof von Lyon auch die "villa Dagriacum" zurückgab (Regesta Imperii I., 1705). Lange gehörte die Ortschaft zur Gemeinde Montluel.
Die Kommune wurde am 31. Dezember 1829 unabhängig durch ein Dekret des französischen Königs Karl X.
Während des Zweiten Weltkriegs ermordete am 12. Juni 1944 die deutsche Besatzungsmacht in Dagneux 21 Internierte aus dem Gefängnis Montluc in Lyon. Darunter waren auch Mitglieder der Résistance.

### Bevölkerungsentwicklung
| Jahr                       | 1962 | 1968 | 1975 | 1982 | 1990 | 1999 | 2011 | 2021 |
| Einwohner                  | 1150 | 1372 | 1812 | 2091 | 3317 | 3757 | 4183 | 4753 |
| Quellen: Cassini und INSEE |      |      |      |      |      |      |      |      |

## Sehenswürdigkeiten

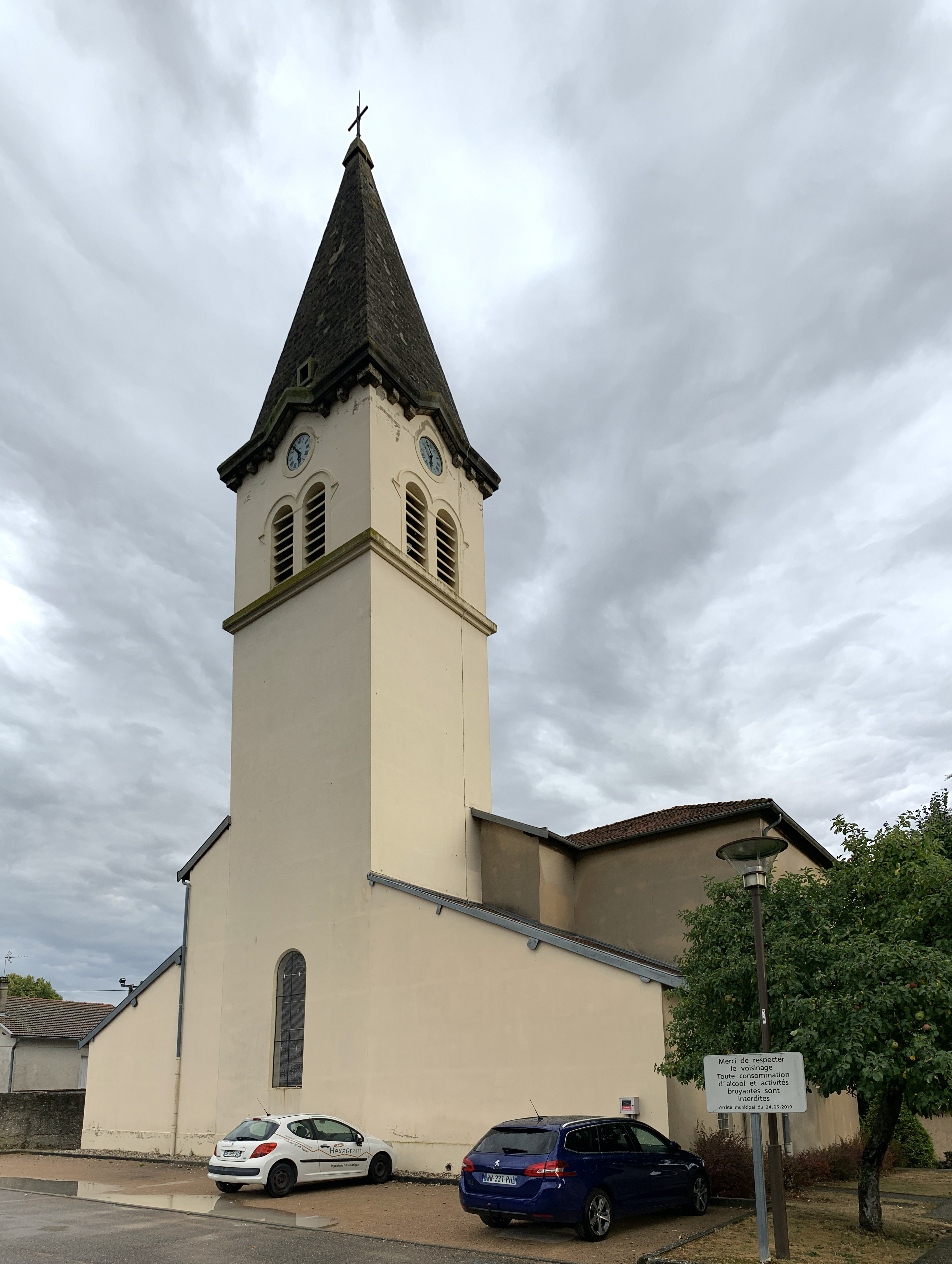
Kirche Saint-Nizier
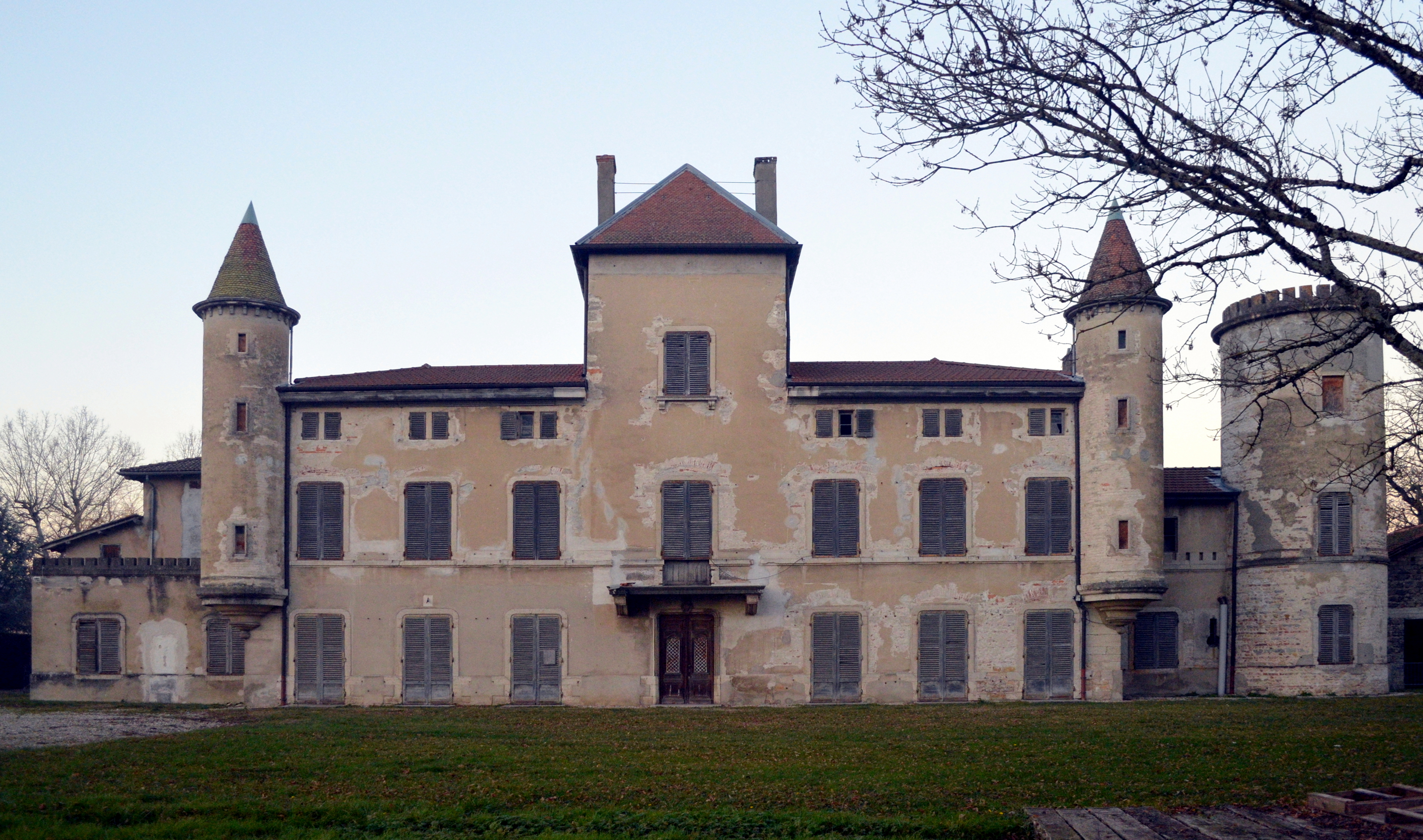
Schloss Chiloup
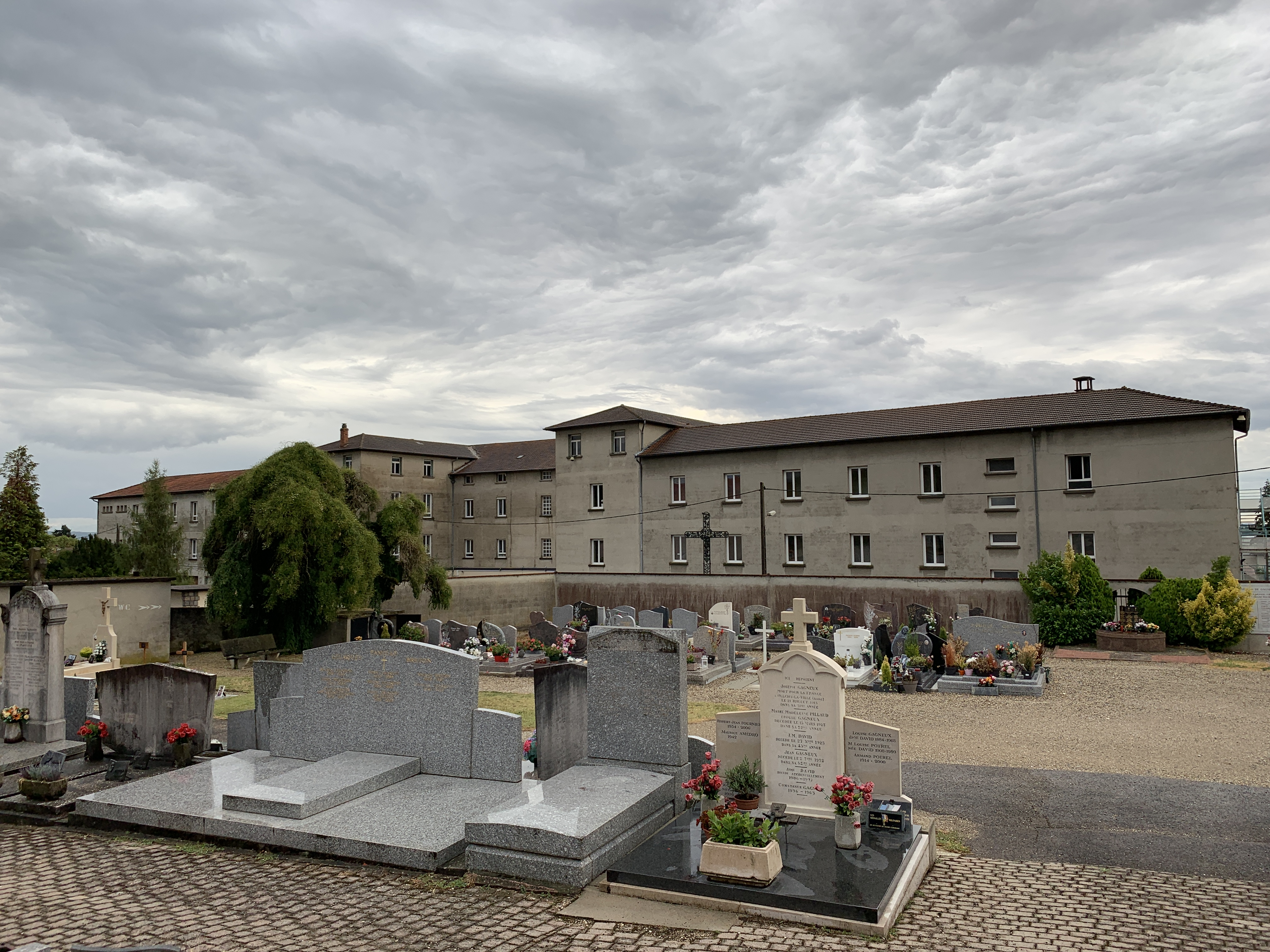
Institut Saint-Louis
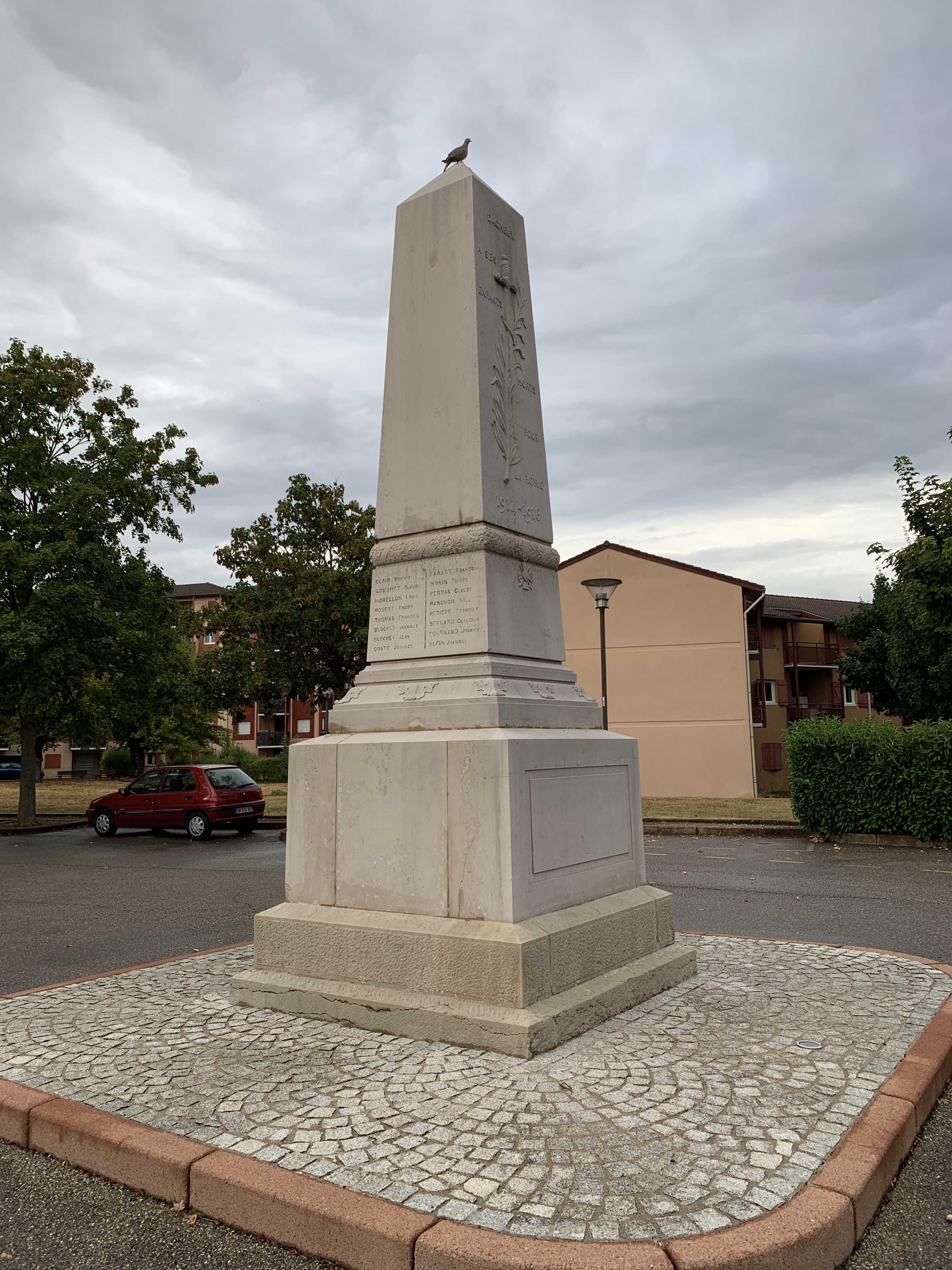
Gefallenendenkmal

- Französischer Soldatenfriedhof

- Kirche Saint-Nizier
- Schloss Chiloup
- Institut
 Saint-Louis
- Gefallenendenkmal

### Deutscher Soldatenfriedhof

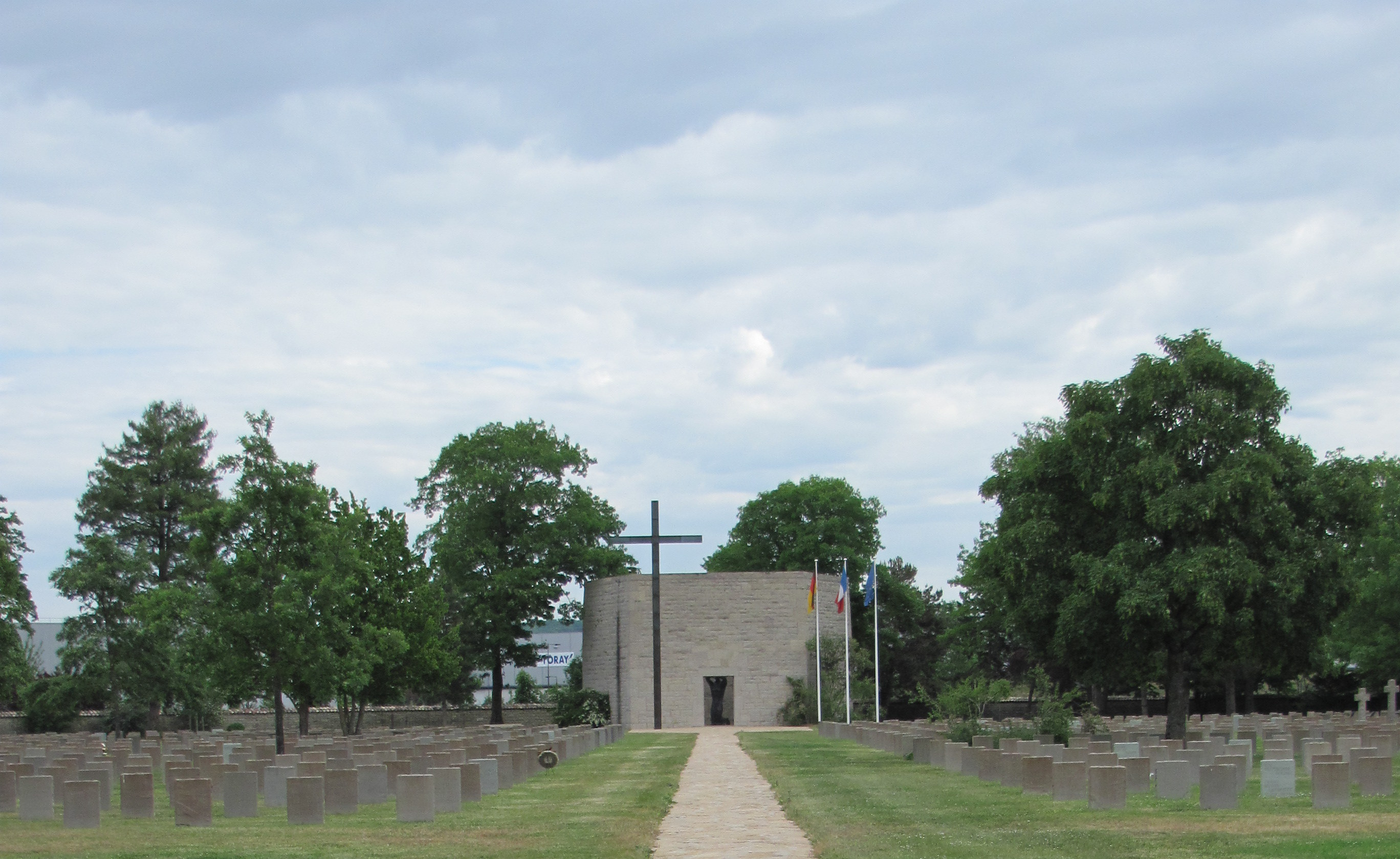
Deutscher Soldatenfriedhof

In der Nähe der Ortschaft befindet sich die Deutsche Kriegsgräberstätte Dagneux, die vom Volksbund Deutsche Kriegsgräberfürsorge Sachsen-Anhalts betreut und von Jugendlichen gepflegt wird. Dort sind fast 20.000 deutsche Soldaten begraben, hauptsächlich Opfer der Kämpfe in Südfrankreich nach der Landung der Alliierten an der Côte d’Azur am 15. August 1944 (Operation Dragoon). Auch die rund um Dagneux in Kriegsgefangenschaft verstorbenen deutschen Soldaten sind hier begraben.